# Memecylon pallidum
Memecylon pallidum är en tvåhjärtbladig växtart som beskrevs av Elmer Drew Merrill. Memecylon pallidum ingår i släktet Memecylon och familjen Melastomataceae. Inga underarter finns listade i Catalogue of Life.